# Astaldi
Vous pouvez aider à l'améliorer ou bien discuter des problèmes sur sa page de discussion.
- Il ne s’appuie pas, ou pas assez, sur des sources secondaires ou tertiaires. (Marqué depuis septembre 2014)

- Archive Wikiwix
- Bing
- Cairn
- DuckDuckGo
- E. Universalis
- Gallica
- Google
- G. Books
- G. News
- G. Scholar
- Persée
- Qwant
- (zh) Baidu
- (ru) Yandex
- (wd) trouver des œuvres sur Wikidata

Astaldi S.p.A. est une entreprise italienne spécialisée dans le secteur du BTP, la construction et des travaux publics. Astaldi est le second groupe sur le marché italien de construction « general contractor », comme promoteur et spécialiste de projet finance.
L'entreprise a été fondée dans les années 1920. Le groupe Astaldi dispose d'un siège social implanté à Rome.

## Histoire
Les origines de la société remontent aux années 1920, avec la création par Sante Astaldi de l'entreprise individuelle du même nom. En 1929 la société individuelle devient une société anonyme, et sa raison sociale devient « Impresa Astaldi Costruzioni e Lavori Pubblici S.p.A. »
Jusqu'à la fin de la seconde guerre mondiale, l'entreprise intervient essentiellement en Italie et dans les colonies italiennes en Afrique. L'entreprise se spécialise dans les travaux publics avec la construction de routes, voies ferrées, ports et grands bâtiments publics.
L'activité à l'étranger se développe fortement au lendemain de la guerre avec la création de « Impresa Astaldi Estero S.p.A. » La société gagne de nombreux marchés en Europe, Asie, Amérique Centrale, Moyen-Orient et développe sa présence en Afrique.
La composition actuelle de la société remonte à 1985, quand les sociétés « Impresa Astaldi » et « Astaldi Estero » fusionnent pour devenir, en mars 1986, « Astaldi S.p.A. ». En 1998, le groupe Astaldi devient le second groupe italien de constructions à la suite du rachat de deux entreprises italiennes importantes du secteur, Italstrade et Dipenta.
Le Groupe Astaldi SpA est l'un des principaux groupes de BTP italien et parmi les 25 premières entreprises du secteur en Europe. Il intervient également comme promoteur-investisseur. Il est actif à l'international depuis 90 ans dans les domaines de la conception et du design, de la construction et de l'exploitation d'infrastructures publiques et de grands travaux de génie civil, principalement dans le secteur des infrastructures de transport, des sites industriels ou civils ou de centrales électriques. Côté en Bourse depuis 2002, Astaldi SpA disposait, en fin d'année 2013, d'un carnet de commande de 13 milliards d'€uros et d'un chiffre d'affaires de 2,5 milliards d'euros. Le groupe emploie plus de 9 600 salariés en Italie, Europe Centrale (Pologne, Roumanie, Russie), Turquie, Moyen-Orient (Arabie Saoudite), Afrique (Algérie), Amérique Latine (Vénézuela, Pérou, Chili, Amérique centrale) et Amérique du Nord (Canada, Etats-Unis).
En février 2019, Salini Impregilo annonce acquérir une participation de 66 % dans Astaldi SpA, qui connait des difficultés financières, pour un montant de 225 millions d'€uros. En mars 2021, Salini Impregilo, annonce l'acquisition de la participation qu'il ne détenait pas dans Astaldi. Salini Impregilo intègre Astaldi SpA et devient Webuild SpA en 2020.

## Activité
Les différents secteurs d'intérêt sont les infrastructures de transport (autoroutes, aéroports, ports, voies ferrées traditionnelles et lignes à grande vitesse, métros), les centrales de production d'énergie (barrages, centrales électriques thermiques, hydrauliques et nucléaires), le bâtiment (logements et bâtiments industriels), la construction et la gestion des parkings publics, les établissements de santé (hôpitaux et cliniques) et, à l’étranger, tous ouvrages dans le domaine de l'eau et de l'énergie.
Actuellement, le groupe est présent en Italie, dans les pays d'Europe de l’Est, en Algérie, en Turquie et au Moyen-Orient (Arabie saoudite, Qatar, Émirats arabes unis), aux États-Unis et en Amérique centrale et du Sud.
Le Groupe Astaldi SpA dispose d'un patrimoine net de 312 millions d'euros, a déclaré un chiffre d'affaires consolidé de 1,3 milliard d'euros et un bénéfice net de 38,1 millions d'euros. Les effectifs sont de 8 800 salariés.

## Ouvrages récents
Parmi les ouvrages les plus récents et réalisés au cours des toutes dernières années, on compte :
- la ligne TAV Rome-Naples,
- les bâtiments de la nouvelle Foire de Milan,
- l’hôpital de Venise-Mestre (it),
- la complexe hydroélectrique de Pont Ventoux (it) à Suse (Italie),
- l’autoroute d’Anatolie Otoyol 21 en Turquie.
- Astaldi SpA fait partie du consortium composé d'Aéroports de Paris (45%) et VINCI Airports (40%) retenu comme gestionnaire de l'aéroport de Santiago du Chili à partir d'octobre 2015 pour une durée de 20 ans. Les travaux de conception et construction d'un nouveau terminal de 175 000 m2 sont réalisés en conception-construction par le groupement constitué de VINCI Construction Grands Projets (50%) et Astaldi SpA (50%)[4].

## Ouvrages en cours de réalisation
Les ouvrages en cours de réalisation sont :
- le Télescope géant européen, en tant qu'entreprise générale, associé avec la société Cimolai SpA[5]
- les lignes de métro de Rome, Milan, Naples, Gènes, Brescia, Istanbul,
- les centres hospitaliers de Naples et en Toscane,
- deux tronçons de la route (voie autoroutière) SS Jonica,
- le nœud ferroviaire de Turin,
- la gare TAV de Bologne
- d'importantes liaisons ferroviaires au Venezuela et en Europe de l'Est.
- le pont Haliç, connu aussi comme pont de la Corne d'Or, en Turquie[6].
- réunis avec Paris Aéroport et Vinci au sein d'un consortium, la rénovation du terminal actuel et la construction du nouveau terminal de l'aéroport international de Santiago du Chili[7]